# Ранеги, Матиас
Мати́ас Ране́ги (швед. Mathias Ranégie; родился 14 июня 1984, Гётеборг) — шведский футболист, нападающий.

## Клубная карьера
Ранеги начал свою карьеру в гётеборгской молодёжной команде «Мастхуггетс БК», но через некоторое время переехал к своему отцу, выходцу из Гваделупы, в Париж. Во Франции Матиас выступал в молодёжной лиге за «Левальоль». Через год он вернулся в Швецию, где играл за «Майорну». В 2006 году он забил 25 голов в 22 матчах за команду третьего шведского дивизиона «Лерье/Ангеред». После этого он был замечен скаутами «Гётеборга» и приглашен в основную команду. В новом клубе он не смог себя проявить, забив лишь 1 мяч в 14 встречах. В 2008 году он был отдан в аренду в «Гоу Эхед Иглз», выступающий в Первом дивизионе Нидерландов, но полученная травма в одном из первых матчей помешала ему проявить себя.
В 2009 году Ранеги подписал контракт с «Хаккеном». 4 апреля в матче против «Мальмё» он дебютировал за новый клуб. 15 апреля в поединке против своего бывшего клуба «Гётеборга», Матиас забил два гола и помог своей команде одержать крупную победу. В своём первом сезоне Ранеги забил 6 голов в 25 матчах и в каждом следующем сезоне увеличивал это достижение на 6 мячей. В сезоне 2011 года он с 18 голами в 22 матчах стал лучшим бомбардиром Алсвенскан лиги.
30 августа 2011 года Матиас подписал контракт с шведским чемпионом «Мальмё». 8 сентября в матче против «Ефле» он дебютировал за новый клуб. 21 сентября в поединке против «Хальмстада» он забил свой первый мяч.
31 августа 2012 Ранеги перешёл в итальянский «Удинезе», подписав контракт с клубом на 5 лет. 16 сентября в матче против «Сиены» он дебютировал в Серии А. Через неделю в поединке против «Милана» Матиас забил свой первый гол, который стал победным.
В начале 2014 года Ранеги перешёл в английский «Уотфорд». 18 февраля в матче против «Йовил Таун» он дебютировал в Чемпионшипе. 1 марта в поединке против «Блэкпула» Матиас сделал «дубль», забив свои первые голы за «Уотфорд». Летом того же года он на правах аренды перешёл в Миллуолл. 30 августа в матче против «Блэкпула» Матиас дебютировал за новый клуб. В начале 2015 года Ранеги на правах аренды перешёл в китайский «Далянь Аэрбин», где реанимировал свои бомбардирские навыки, забив 11 мячей в 28 матчах.
В начале 2016 года Матиас в третий раз был отдан в аренду «Уотфордом». Его новым клубом стал «Юргорден». 3 апреля в матче против «Эребру» он дебютировал за новую команду. 7 апреля в поединке против «Фалькенберга» Ранеги забил свой первый гол за «Юргорден». В начале 2017 года Матиас был арендован «Удинезе», но так и не сыграл за клуб. Летом того же года Ранеги вернулся «Хеккен».
В начале 2018 года Матиас перешёл в «Сюрианска». 8 апреля в матче против «Карлстад Юнайтед» он дебютировал за новый клуб. 13 мая в поединке против «Арамеиск-Сюрианска» Ранеги забил свой первый гол за «Сюрианску». 26 мая в матче против «Нючёпинга» он сделал хет-трик.

## Международная карьера
23 января 2010 года в товарищеском матче против сборной Сирии Ренеги дебютировал за сборную Швеции. В этом же поединке он забил свой первый гол за национальную команду.

### Голы за сборную Швеции
| #   | Дата           | Место                           | Противник | Счёт | Результат | Соревнование      |
| --- | -------------- | ------------------------------- | --------- | ---- | --------- | ----------------- |
| 01. | 23 января 2010 | Аббасиин Стэдиум, Дамаск, Сирия | Сирия     | 1:1  | 1:1       | Товарищеский матч |